# Quantanthura globitelson
Quantanthura globitelson là một loài chân đều trong họ Anthuridae. Loài này được Menzies & George miêu tả khoa học năm 1972.